# Tampa Bay Buccaneers 2025
La stagione 2025 dei Tampa Bay Buccaneers sarà la 49ª della franchigia nella National Football League e la quarta sotto la direzione del capo-allenatore Todd Bowles.

## Scelte nel Draft 2025
| Scelte dei Buccaneers nel Draft 2025 |        |                               |                               |                               |      |
| Giro                                 | Scelta | Giocatore                     | Ruolo                         | College                       | Note |
| 1                                    | 19     | Emeka Egbuka                  | WR                            | Ohio State                    |      |
| 2                                    | 53     | Benjamin Morrison             | CB                            | Notre Dame                    |      |
| 3                                    | 84     | Jacob Parrish                 | CB                            | Kansas State                  |      |
| 4                                    | 121    | David Walker                  | OLB                           | Central Arkansas              |      |
| 5                                    | 157    | Elijah Roberts                | DE                            | SMU                           |      |
| 6                                    | 196    | Scambiata con i Detroit Lions | Scambiata con i Detroit Lions | Scambiata con i Detroit Lions |      |
| 7                                    | 235    | Tez Johnson                   | WR                            | Oregon                        |      |

## Staff
| Staff dei Tampa Bay Buccaneers |
| --- |
| Organi dirigenziali - Co-proprietario/co-chairman – Bryan Glazer - Co-proprietario/co-chairman – Edward Glazer - Co-proprietario/co-chairman – Joel Glazer - Co-proprietario/presidente – Darcie Glazer Kassewitz - Co-proprietario – Avram Glazer - Co-proprietario – Kevin Glazer - General manager – Jason Licht - Direttore senior delle operazioni del football – Shelton Quarles - Assistente general manager – Mike Greenberg - Assistente general manager – Rob McCartney - Vice presidente del personale dei giocatori – Mike Biehl - Dirigente del personale senior – Byron Kiefer - Vice presidente dell'ingaggio dei giocatori – Duke Preston - Vice presidente della ricerca del football – Jacqueline Davidson - Consulente senior del general manager – Bruce Arians - Direttore del personale dei giocatori – Shane Scannell - Assistente del direttore degli osservatori dei professionisti – Sean Conley - Assistente del direttore degli osservatori dei professionisti – Donovan Cotton - Direttore degli osservatori del college – Tony Hardie Capo allenatore - Capo-allenatore – Todd Bowles Altri allenatori - Preparatore atletico – Anthony Piroli - Assistente p.a. – Cory Bichey - Assistente p.a. – Chad Wade - Assistente p.a. – DeAndre Ward Sr - Direttore della riabilitazione/prestazioni – Maral Javadifar Allenatori dell'attacco - Coordinatore offensivo - Josh Grizzard - Coordinatore gioco sui passaggi – Kefense Hynson - Quarterback – Thad Lewis - Specialista gioco sui passaggi/assistente quarterback – Jordan Somerville - Running back – Skip Peete - Wide receiver – Bryan McClendon - Tight end – Justin Peelle - Assistente tight end – Jeff Kastl - Coordinatore gioco sulle corse/offensive line – Kevin Carberry - Offensive line – Brian Picucci - Assistente attacco senior – Tom Moore Allenatori della difesa - Coordinatore gioco sui passaggi – George Edwards - Defensive line – Charlie Strong - Coordinatore gioco sulle corse/outside linebacker – Larry Foote - Inside linebacker - Mike Caldwell - Cornerback – Kevin Ross - Safety – Nick Rapone - Assistente secondaria – Tim Atkins - Assistente secondaria – Rashad Johnson - Controllo qualità difesa – Joey Fitzgerald Allenatori dello special team - Coordinatore special team – Thomas McGaughey - Assistente difesa/special team – Keith Tandy - Manager senior delle operazioni degli allenatori – Sarah Evans |

## Roster
| Roster dei Tampa Bay Buccaneers |
| --- |
| Quarterback - 6 Baker Mayfield - 2 Kyle Trask Running Back - 7 Bucky Irving - 44 Sean Tucker - 1 Rachaad White Wide Receiver - 13 Mike Evans - 14 Chris Godwin - 19 Kameron Johnson - 15 Jalen McMillan - 10 Trey Palmer Tight End - 82 Devin Culp - 87 Payne Durham - 41 Ko Kieft - 88 Cade Otton Offensive Linemen - 62 Graham Barton C - 68 Ben Bredeson G - 67 Luke Goedeke T - 70 Robert Hainsey C - 79 Elijah Klein G - 69 Cody Mauch G - 64 Royce Newman G - 77 Justin Skule T - 78 Tristan Wirfs T Defensive Linemen - 96 Greg Gaines NT - 92 William Gholston DE - 90 Logan Hall DE - 94 Calijah Kancey DE - 56 Ben Stille DE - 50 Vita Vea NT Linebacker - 43 Chris Braswell OLB - 52 K.J. Britt ILB - 54 Lavonte David ILB - 8 SirVocea Dennis ILB - 0 YaYa Diaby OLB - 98 Anthony Nelson OLB - 33 Jose Ramirez OLB - 51 J.J. Russell ILB - 9 Joe Tryon-Shoyinka OLB - 58 Markees Watts OLB Defensive Back - 35 Jamel Dean CB - 24 Tyrek Funderburk CB - 32 Josh Hayes CB - 21 Keenan Isaac CB - 29 Christian Izien SS - 27 Zyon McCollum CB - 26 Kaevon Merriweather FS - 23 Tykee Smith SS - 37 Tavierre Thomas CB - 3 Jordan Whitehead SS - 31 Antoine Winfield Jr. FS Special Team - 5 Jake Camarda P - 86 Evan Deckers LS - 4 Chase McLaughlin K Lista delle riserve - 93 Eric Banks DE (IR) - 97 Earnest Brown IV DE (IR) - 61 Silas Dzansi T (IR) - 22 Chase Edmonds RB (IR) - 34 Bryce Hall CB (IR) - 18 Rakim Jarrett WR (IR) - 76 Sua Opeta G (IR) Squadra di allenamento - 39 Marcus Banks SS - 95 C.J. Brewer DEn - 91 Mike Greene DE - 48 Antonio Grier Jr. ILB - 57 Daniel Grzesiak OLB - 72 Luke Haggard T - 53 Vi Jones ILB - 71 Lorenz Metz T - 81 Ryan Miller WR - 76 Raiqwon O'Neal T - 11 Michael Pratt QB - 17 Sterling Shepard WR - 84 Tanner Taula TE - 83 Cody Thompson WR - 16 Seth Vernon P - 30 D.J. Williams - 38 Rashad Wisdom FS Roster aggiornato al 12 settembre 2024 53 attivi, 7 inattivi, 16 nella squadra di allenamento |
| Legenda - I rookie sono in corsivo. - Il primo ruolo è il principale mentre gli eventuali successivi indicano i ruoli secondari. - (IR) sta per Injured Reserve ed indica la lista ristretta per un solo giocatore infortunato che può tornare ad allenarsi dopo la settimana 6 e a rientrare in prima squadra dopo che questa ha giocato 8 partite. - (NF-Inj.) / (NF-Ill.) stanno rispettivamente per Non-Football Injured e Non-Football Illness ed indicano le liste dove viene inserito un giocatore che ha un infortunio o una malattia non dipendente dal football americano. - (PUP) sta per Physically Unable to Perform ed indica la lista dove viene inserito un giocatore mentre è in attesa di recuperare la condizione fisica. Nella stagione regolare dopo la sesta partita giocata dalla propria squadra, il giocatore ha tempo tre settimane per riprendere ad allenarsi, più tre settimane aggiuntive dal suo rientro agli allenamenti per rientrare in prima squadra. |

## Precampionato
Le gare del precampionato furono annunciate il 14 maggio 2025.
| Precampionato |           |           |                       |           |        |                       |            |         |
| Settimana     | Data      | Ora (ET)  | Avversario            | Risultato | Record | Stadio                | TV         | Sintesi |
| 1             | 9 agosto  | 7:30 p.m. | Tennessee Titans      | V 29-7    | 1-0    | Raymond James Stadium | WFLA (NBC) | Sintesi |
| 2             | 16 agosto | 7:00 p.m. | @ Pittsburgh Steelers | V 17-14   | 2-0    | Acrisure Stadium      | WFLA (NBC) | Sintesi |
| 3             | 23 agosto | 7:30 p.m. | Buffalo Bills         | -         | -      | Raymond James Stadium | WFLA (NBC) | -       |

## Stagione regolare

### Calendario
Il calendario della stagione regolare fu reso noto il 14 maggio 2025.
| Stagione regolare |                    |                    |                        |                    |                    |                         |                    |                    |
| Settimana         | Data               | Ora (ET)           | Avversario             | Risultato          | Record             | Stadio                  | TV                 | Sintesi            |
| 1                 | 7 settembre        | 1:00 p.m.          | @ Atlanta Falcons      | -                  | -                  | Mercedes-Benz Stadium   | Fox                | -                  |
| 2                 | 15 settembre       | 7:00 p.m.          | @ Houston Texans (M)   | -                  | -                  | NRG Stadium             | ESPN/ABC           | -                  |
| 3                 | 21 settembre       | 1:00 p.m.          | New York Jets          | -                  | -                  | Raymond James Stadium   | Fox                | -                  |
| 4                 | 28 settembre       | 1:00 p.m.          | Philadelphia Eagles    | -                  | -                  | Raymond James Stadium   | Fox                | -                  |
| 5                 | 5 ottobre          | 4:05 p.m.          | @ Seattle Seahawks     | -                  | -                  | Lumen Field             | CBS                | -                  |
| 6                 | 12 ottobre         | 1:00 p.m.          | San Francisco 49ers    | -                  | -                  | Raymond James Stadium   | CBS                | -                  |
| 7                 | 20 ottobre         | 7:00 p.m.          | @ Detroit Lions (M)    | -                  | -                  | Ford Field              | ESPN/ABC           | -                  |
| 8                 | 26 ottobre         | 4:05 p.m.          | @ New Orleans Saints   | -                  | -                  | Caesars Superdome       | Fox                | -                  |
| 9                 | Settimana di pausa | Settimana di pausa | Settimana di pausa     | Settimana di pausa | Settimana di pausa | Settimana di pausa      | Settimana di pausa | Settimana di pausa |
| 10                | 9 novembre         | 1:00 p.m.          | New England Patriots   | -                  | -                  | Raymond James Stadium   | CBS                | -                  |
| 11                | 16 novembre        | 1:00 p.m.          | @ Buffalo Bills        | -                  | -                  | Highmark Stadium        | CBS                | -                  |
| 12                | 23 novembre        | 8:20 p.m.          | @ Los Angeles Rams (S) | -                  | -                  | SoFi Stadium            | NBC                | -                  |
| 13                | 30 novembre        | 1:00 p.m.          | Arizona Cardinals      | -                  | -                  | Raymond James Stadium   | Fox                | -                  |
| 14                | 7 dicembre         | 1:00 p.m.          | New Orleans Saints     | -                  | -                  | Raymond James Stadium   | CBS                | -                  |
| 15                | 11 dicembre        | 8:15 p.m.          | Atlanta Falcons (T)    | -                  | -                  | Raymond James Stadium   | Prime Video        | -                  |
| 16                | 21 dicembre        | 1:00 p.m.          | @ Carolina Panthers    | -                  | -                  | Bank of America Stadium | Fox                | -                  |
| 17                | 28 dicembre        | 1:00 p.m.          | @ Miami Dolphins       | -                  | -                  | Hard Rock Stadium       | Fox                | -                  |
| 18                | 4 gennaio          | Da def.            | Carolina Panthers      | -                  | -                  | Raymond James Stadium   | Da def.            | -                  |

Note:
- Gli avversari della propria division sono in grassetto.
- Il simbolo "@" indica una partita giocata in trasferta.
- (M) indica il Monday Night Football, (T) il Thursday Night Football e (S) il Sunday Night Football.
- Dall'undicesimo al diciassettesimo turno si adotta una programmazione flessibile: le partite del Sunday Night Football, del Monday Night Football e del Thursday Night Football sono programmate in via provvisoria e sono eventualmente soggette a modifiche.
- Data e orario della gara del diciottesimo turno saranno stabilite dopo lo svolgimento del diciassettesimo turno.